# Baszynformswiaź-Dinamo Ufa
Baszynformswiaź-Dinamo Ufa (ros. «Башинформсвязь-Динамо» Уфа) – rosyjski klub piłkarski z miasta Ufa w Baszkortostanie.

## Historia
Chronologia nazw:
- 18.02.2009: Baszynformswiaź-Dinamo Ufa (ros. «Башинформсвязь-Динамо» Уфа) - po fuzji Dinamo Ufa i Taksist Ufa
- 23.12.2010: klub rozwiązano

Piłkarska drużyna Baszynformswiaź-Dinamo została założona w Ufie 18 lutego 2009 w wyniku fuzji lokalnych klubów Dinamo Ufa i Taksist Ufa, grających w rozgrywkach Mistrzostw Rosji wśród LFK. W 2009 zespół debiutował w Drugiej Dywizji Rosji, grupie Uralsko-Nadwołżańskiej. W sezonie 2009/101 startował w Pucharze Rosji.
23 grudnia 2010 klub został rozwiązany, a na jego bazie został utworzony FK Ufa.